# Turbidez

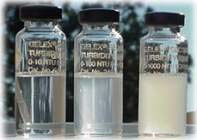
Estándares para la medida de la turbidez del agua. Corresponden a 5, 10 y 500 Unidades Nefelométricas de Turbidez.

La turbidez o turbiedad es la medida del grado de transparencia que pierde el agua o cualquier otro líquido transparente debido a la presencia de partículas en suspensión. Cuanto mayor sea la cantidad de sólidos suspendidos en el líquido, mayor será el grado de turbidez. Se trata, por consiguiente de un fenómeno óptico de reflexión y dispersión de la luz incidente por las partículas presentes.      
En las aguas naturales y en la potabilización del agua y tratamiento de aguas residuales, la turbidez  se utiliza como uno de los parámetros para determinar la calidad del agua, ya que está relacionada con la cantidad de materia en suspensión.     

## En el agua

### Origen
En las aguas naturales, la materia en suspensión puede ser de naturaleza  inorgánica (arcillas, sílice, óxidos minerales, etc.) o de origen orgánicos, como los ácidos húmicos y fúlvicos, procedentes del suelo (humus) o los taninos, procedentes de la descomposición de la materia vegetal.
El origen de estas partículas es diverso, pudiendo proceder de la erosión, de la remoción o resuspensión de los sedimentos del fondo, de la presencia de fitoplancton o el  crecimiento  excesivo de algas crecimiento excesivo de algas, del vertido de aguas residuales.
La turbidez en aguas abiertas puede deberse al crecimiento de fitoplancton. Las actividades humanas que alteran el suelo, como la construcción, la minería y la agricultura, pueden provocar la entrada de altos niveles de sedimentos en los cuerpos de agua durante las tormentas debido a la escorrentía de aguas pluviales. Las zonas propensas a altas tasas de erosión de las riberas, así como las zonas urbanizadas, también contribuyen a la turbidez en las aguas cercanas, debido a la contaminación pluvial de superficies pavimentadas como carreteras, puentes, estacionamientos y aeropuertos.Algunas industrias, como la explotación de canteras, la minería y la recuperación de carbón, pueden generar niveles muy altos de turbidez a partir de partículas coloidales de roca. 

#### Límite para el consumo humano
Según la OMS (Organización Mundial para la Salud), la turbidez del agua para consumo humano no debe superar en ningún caso las 5 NTU, y estar idealmente por debajo de 1 NTU.  
Los sistemas filtrantes, de las plantas de tratamiento del agua para consumo humano deben asegurar que la turbidez no supere 1 NTU* (0.6NTU para filtración convencional o directa) en por lo menos 95% de las muestras diarias de cualquier mes. A partir del 1 de enero de 2002, en los estándares de los EE. UU., la turbidez no debe superar 1 NTU, y no debe superar 0.3 en 95% de las muestras diarias de cualquier mes.

### Efectos ambientales de una alta turbidez
En cuerpos de agua como lagos, ríos y embalses, los altos niveles de turbidez pueden reducir la cantidad de luz que llega a profundidades más bajas, lo que puede inhibir el crecimiento de plantas acuáticas sumergidas y, en consecuencia, afectar a las especies que dependen de ellas, como peces y mariscos. Los altos niveles de turbidez también pueden afectar la capacidad de las branquias de los peces para absorber oxígeno disuelto.   
En el agua potable, cuanto mayor sea el nivel de turbidez, mayor será el riesgo de desarrollar enfermedades gastrointestinales. Esto es especialmente problemático para las personas inmunodeprimidas, ya que contaminantes como virus o bacterias pueden adherirse a los sólidos en suspensión. Estos sólidos en suspensión interfieren con la desinfección del agua con cloro,ya que las partículas actúan como escudos contra virus y bacterias.    

## Medición
La turbidez se mide en Unidades Nefelométricas de turbidez, o Nephelometric Turbidity Unit (NTU). 
El instrumento usado para su medida es el nefelómetro o turbidímetro, que mide la intensidad de la luz dispersada a 90 grados cuando un rayo de luz pasa a través de una muestra de agua. 
La unidad usada en tiempos antiguos era la Unidad de Turbidez de Jackson (Jackson Turbidity Unit  - JTU), medida con el turbidímetro de vela de Jackson. Esta unidad ya no está en uso estándar. En lagos la turbidez se mide con un disco Secchi.  
Hay varios métodos para medir la turbidez. El LFRWMP utiliza un tubo de transparencia, que mide la profundidad a la que un patrón en forma de cruz en blanco y negro es visible en la parte inferior de un tubo lleno de agua corriente. Baja Transparencia está altamente correlacionado con alta turbidez en los arroyos. Otro método disponible para la medición de la turbidez utiliza la cantidad de luz transmitida a través de la muestra, e informa de los resultados en FAU, (Formazin Attenuation Units = Unidades de Atenuación de Formazin). Las mediciones más exactas de turbidez se hacen con un medidor de turbidez nefelométrica. Reportan en Medidores de turbidez en (Nephelometric Turbidity Units = Unidades Nefelométricas de Turbidez), y tienen una mayor capacidad para determinar niveles más bajos de turbidez.
Para el LFRWMP, las mediciones de la sonda transparencia deben ser reportados en unidades de profundidad de centímetros (cm). Una transparencia de aproximadamente 25 a 35 cm es equivalente a aproximadamente 25 NTU. Una transparencia de> 60 cm es aproximadamente equivalente a una turbidez de <10 NTU. Una transparencia de aproximadamente 5 cm es aproximadamente equivalente a una turbidez de aproximadamente 200 a 300 NTU. Una relación más detallada y robusta entre la turbidez y transparencia para las corrientes en el noreste de Wisconsin aún no ha sido desarrollado.
Una medición de la turbidez puede ser usada para proporcionar una estimación de la concentración de TSS (Sólidos Totales en Suspensión), lo que de otra forma es un parámetro tedioso y no fácil de medir.